# Transports dans le Rhône
Cet article concerne les transports dans le département du Rhône, qui n'inclut plus le territoire de la métropole de Lyon depuis 2015. Pour la métropole de Lyon, voir l'article Transports dans la métropole de Lyon.
Les transports dans le département français du Rhône sont profondément marqués par la proximité de l’agglomération lyonnaise, bien que le cœur de celle-ci (la métropole de Lyon) ne fasse plus partie du Rhône depuis 2015. Les principaux axes routiers, autoroutiers et ferroviaires du département convergent vers Lyon, et leur trafic augmente à l'approche de l'agglomération. Le département du Rhône et la métropole de Lyon partagent leurs réseaux de transports en commun, organisés par SYTRAL Mobilités. C'est également dans l'est du département du Rhône que se trouvent le principal aéroport et l'une des principales gares ferroviaires de l'agglomération lyonnaise.

## Transport routier

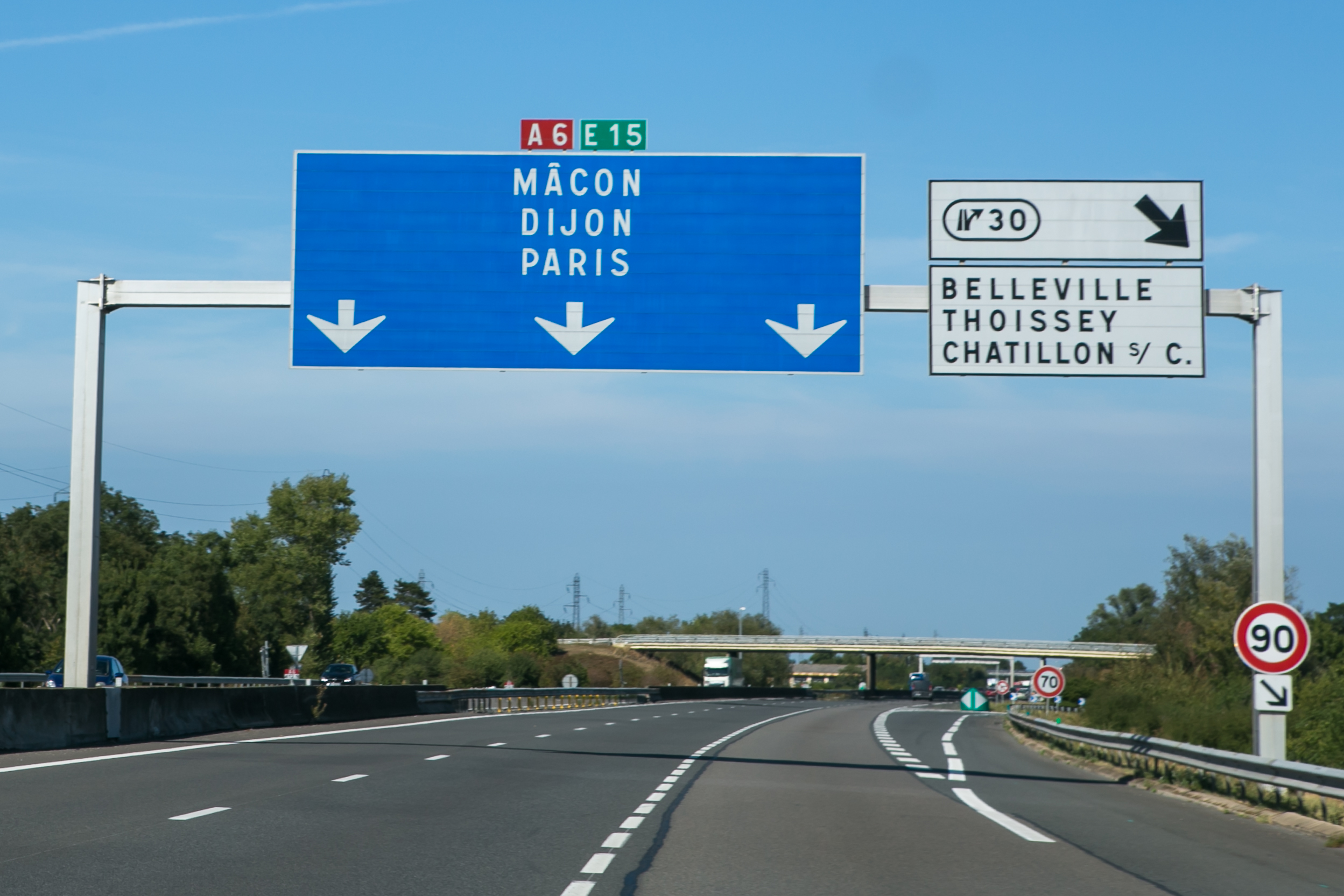
L'autoroute A6 à hauteur de Belleville dans le nord du département.

### Infrastructures routières
Le département du Rhône est traversé par les principaux axes autoroutiers quittant Lyon  : l'autoroute A6 se dirige vers Mâcon et Paris, l'autoroute A7 vers Valence et la Méditerranée, l'autoroute A43 vers Chambéry, Grenoble et l'Italie, l'autoroute A47 vers Saint-Étienne et l'autoroute A89 vers Clermont-Ferrand et Bordeaux. À l'exception de l'A47, toutes ces autoroutes, très fréquentées, deviennent payantes assez rapidement après leur sortie de l'agglomération lyonnaise.
Plusieurs autoroutes urbaines, plus courtes, permettent le contournement de l'agglomération lyonnaise et la desserte de sa périphérie : l'autoroute A46, l'autoroute A432, l'autoroute A450 et l'autoroute A466.

### Transport collectif de voyageurs
Voir ci-après la section « Transports en commun urbains et périurbains ».

## Transport ferroviaire

### Historique

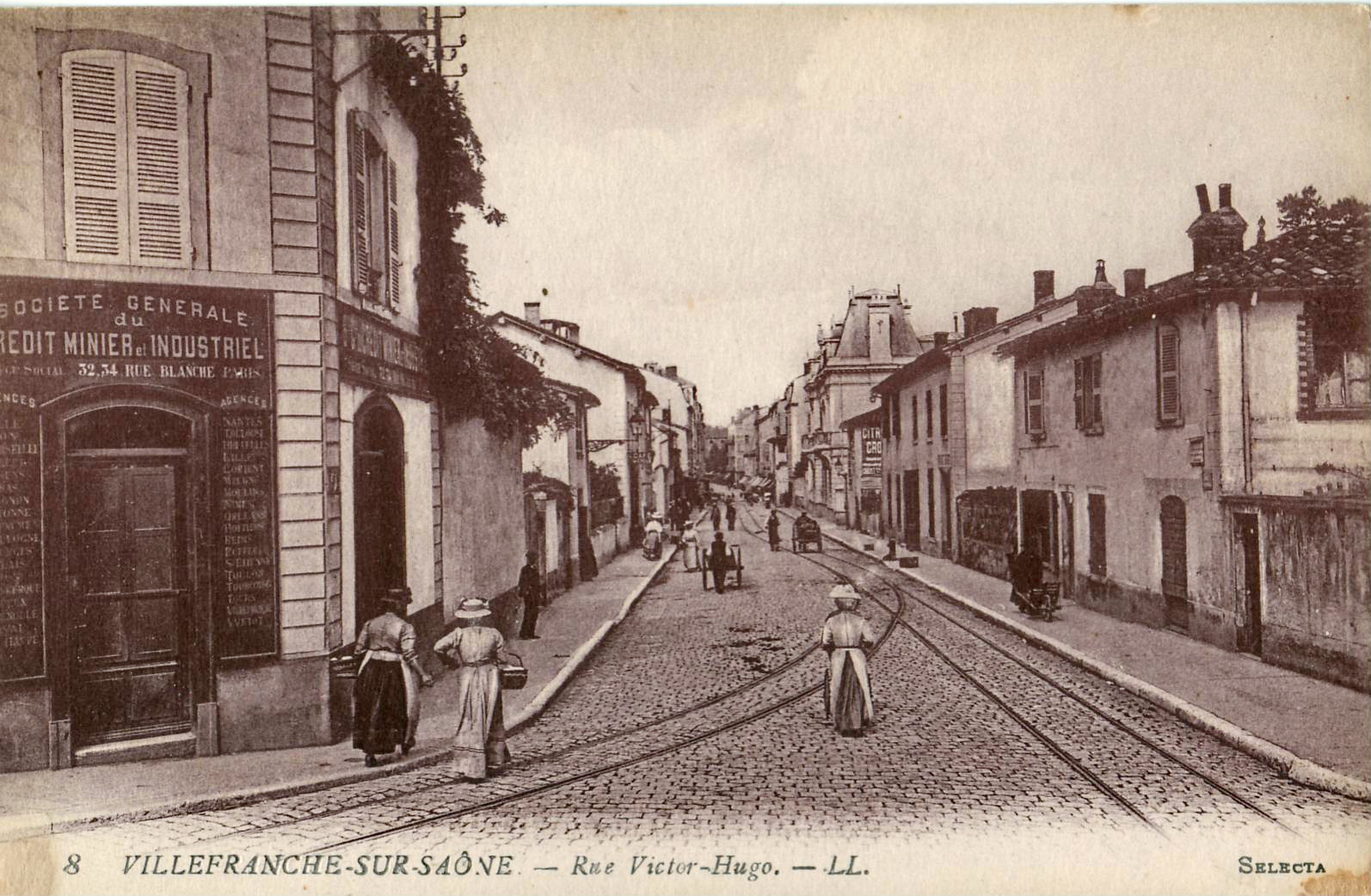
Les voies du Chemin de fer du Beaujolais, rue Victor Hugo à Villefranche-sur-Saône, au début du XXe siècle.

C'est entre Lyon et Saint-Étienne qu'est ouverte en 1832 la première ligne de chemin de fer ouverte aux voyageurs en France. Le réseau d’intérêt général a été développé dans le département à partir des années 1850 par la Compagnie des chemins de fer de Paris à Lyon et à la Méditerranée (PLM), qui fait de Lyon l'un des centres de son réseau. À la fin du XIXe siècle, le chemin de fer d’intérêt général atteignait la plupart des villes et bourgs du département actuel, dont Amplepuis, L'Arbresle, Beaujeu, Belleville, Le Bois-d'Oingt, Condrieu, Lamure-sur-Azergues, Sainte-Foy-l'Argentière, Tarare et Villefranche-sur-Saône. La plupart des lignes sont construites à double voie, signe de la densité du trafic autour de Lyon.
Le Rhône a également été desservie par plusieurs réseaux de chemins de fer d’intérêt local, pour la plupart à écartement métrique. Le Fourvière Ouest-Lyonnais (FOL) reliait Lyon à Vaugneray et à Mornant. Les Chemins de fer départementaux de Rhône et Loire reliaient Messimy (sur le réseau FOL) à Saint-Symphorien-sur-Coise. Le Chemin de fer du Beaujolais reliait Villefranche-sur-Saône à Tarare et Monsols ; les Chemins de fer départementaux du Rhône - Saône-et-Loire reliaient cette dernière gare à Cluny et La Clayette en Saône-et-Loire. Dans l'ouest du département, à la frontière de la Loire, quatre petites compagnies exploitaient autant de courtes lignes : le tramway électrique de Viricelles-Chazelles à St Symphorien-sur-Coise, la ligne de Saint-Victor-sur-Rhins à Thizy, la ligne de Saint-Victor-Thizy à Cours et la ligne d'Amplepuis à Saint-Vincent-de-Reins (ces deux dernières étaient à voie normale). Le premier de ces réseaux a ouvert dans les années 1880, et la plupart ont fermé dans les années 1930.
La densité du trafic lié à la proximité de l'agglomération lyonnaise a permis au réseau d'intérêt général du Rhône d'être peu touché par les fermetures des années 1930 puis de l'après-guerre. La caténaire apparaît dans les années 1950 sur la « ligne impériale » (Paris-Lyon-Marseille) et sur la ligne de Saint-Étienne à Lyon. La diminution du trafic de longue distance sur les lignes principales, dû notamment à l'ouverture de la LGV Sud-Est en 1981 et à la baisse du trafic de fret, et le développement de la périurbanisation autour de Lyon permettent le développement du trafic entre Lyon et l'actuel département du Rhône à la fin du XXe siècle et au début du XXIe siècle, dans le cadre des conventions TER Rhône-Alpes puis TER Auvergne-Rhône-Alpes.
|                                             |
| Le réseau ferroviaire à son apogée en 1930. |

|                                                                            |
| Le réseau ferroviaire de nos jours (la carte inclut la métropole de Lyon). |

|                                                    |
| Carte animée de l’évolution du réseau ferroviaire. |

### Situation actuelle

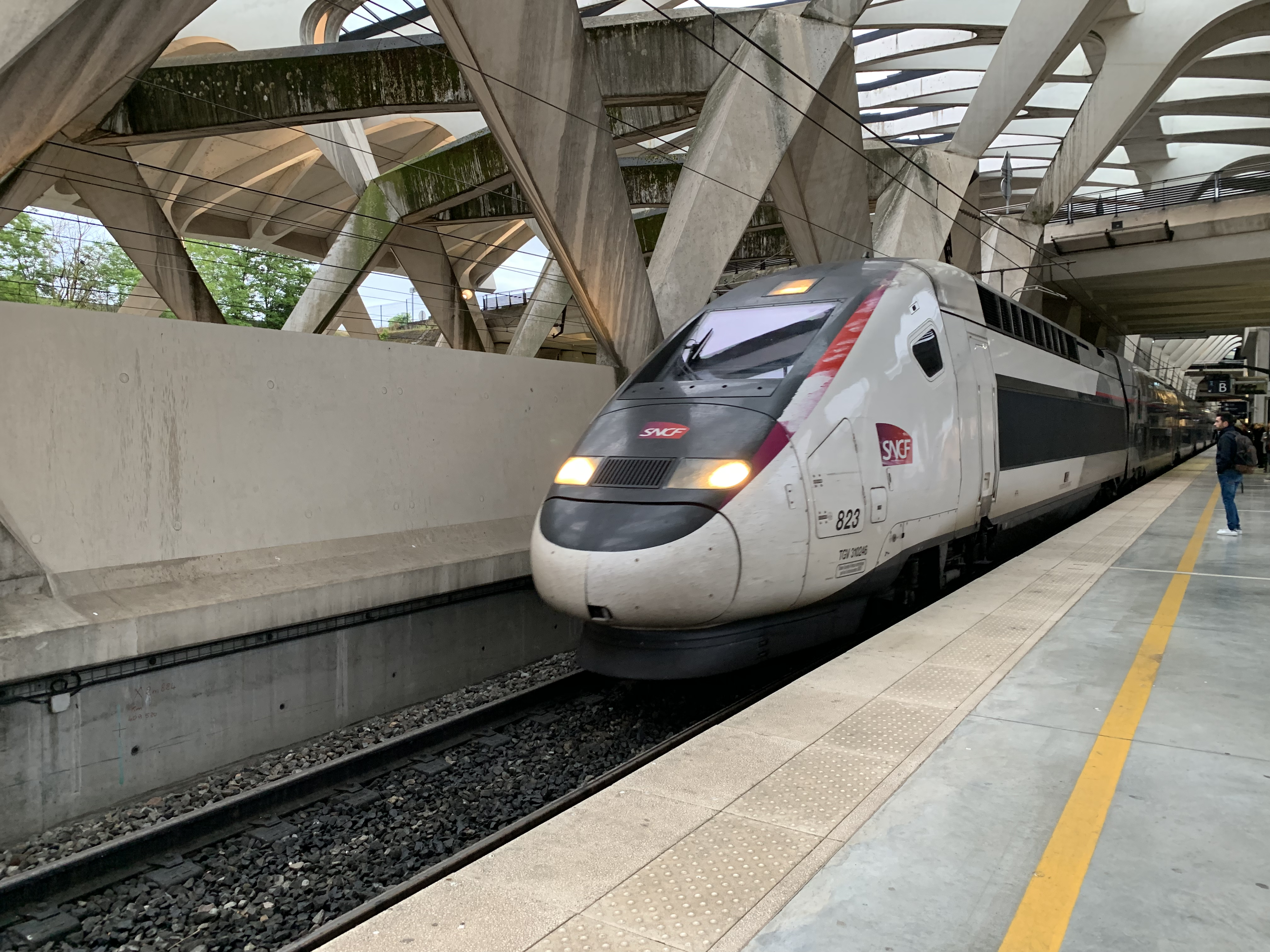
Une rame TGV 2N2 en gare de Lyon-Saint-Exupéry TGV en 2019.

Les principales gares de voyageurs sont celles de Lyon-Saint-Exupéry TGV et Villefranche-sur-Saône, avec une fréquentation annuelle respective de 2 393 000 et 2 254 000 voyageurs en 2019. Ces deux gares ont un trafic très différent : la première gare est destinée à la desserte de l'agglomération lyonnaise par certains trains à grande vitesse (en particulier de nombreux Ouigo), tandis que la seconde n'est desservie que par des TER Auvergne-Rhône-Alpes, dont la fréquentation est importante vers Lyon.
Hormis la LGV Rhône-Alpes qui traverse brièvement le département en desservant Lyon-Saint-Exupéry, les principales lignes du département convergent toutes vers l'agglomération lyonnaise. La ligne de Paris-Lyon à Marseille-Saint-Charles, qui dessert Belleville et Villefranche-sur-Saône, et la ligne de Saint-Étienne à Lyon (partie de la ligne de Moret - Veneux-les-Sablons à Lyon-Perrache) sont les principales, à double voie électrifiée. Mais la partie centrale du département est également desservie par la ligne du Coteau à Saint-Germain-au-Mont-d'Or, la ligne de Paray-le-Monial à Givors-Canal et la ligne de Lyon-Saint-Paul à Montbrison (qui ne dépasse plus Sain-Bel).

## Transport fluvial
La Saône (dans le nord du département) et le Rhône (dans le sud du département) forment ensemble l'un des principaux axes du transport fluvial en France, canalisé à grand gabarit (classe V CEMT). Villefranche-sur-Saône abrite un important port.

## Transport aérien

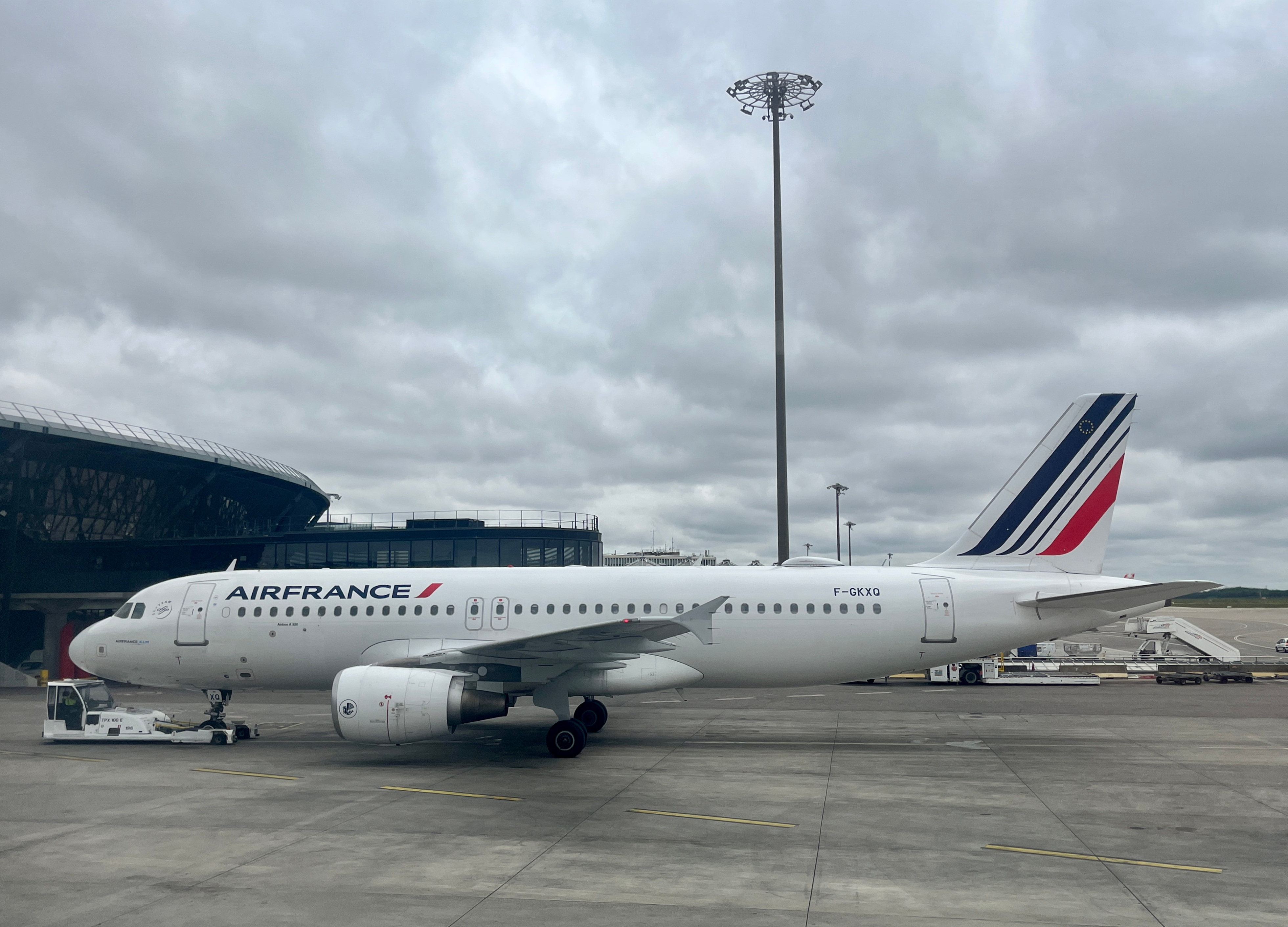
Un Airbus A320 d'Air France à l'aéroport de Lyon-Saint-Exupéry en 2023.

C'est sur le territoire du département du Rhône, à 25 km à l'est de la capitale des Gaules, que se trouve l'aéroport de Lyon-Saint-Exupéry, quatrième aéroport français, relié par plusieurs dizaines de compagnies aériennes à de nombreuses destinations françaises, européennes et méditerranéennes, ainsi que quelques destinations long-courrier.
Le département compte en outre quelques aérodromes destinés à l'aviation légère de tourisme et de loisirs : Belleville - Villié-Morgon, Lyon - Brindas et Villefranche - Tarare.

## Transports en commun urbains et périurbains
SYTRAL Mobilités est l'unique autorité organisatrice de la mobilité (urbaine) et autorité organisatrice de transports (non-urbains) du Rhône. Son ressort territorial couvre, outre le département, la Métropole de Lyon et quelques communes de l'Ain et de la Loire. 
SYTRAL Mobilités organise plusieurs réseaux distincts. Le réseau Libellule dessert la région de Villefranche-sur-Saône. Le réseau TCL dessert, en plus de la Métropole de Lyon, 15 communes du Rhône. Le réseau Les cars du Rhône, assimilables aux réseaux de cars interurbains de la plupart des régions françaises, dessert le reste du département.
La ligne Rhônexpress relie Lyon à l'aéroport de Lyon-Saint-Exupéry.

## Modes actifs
Le département est traversé par plusieurs voies vertes, véloroutes et sentiers de grande randonnée.